# 周法高
周 法高（しゅう ほうこう、1915年11月6日 – 1994年6月25日）は、中国・台湾の言語学者、文献学者。中国語の音韻史・文法・金文・訓詁などさまざまな分野に数多くの著書・論文を残した。

## 経歴
1915年、江蘇省東台（現在の塩城市の一部）に生まれた。1935年に南京の中央大学に入学したが、日中戦争によって中央大学が奥地に疎開移転すると、それに従って重慶に移った。1939年に中央大学を卒業し、西南連合大学の北京大学文科研究所に入学した。1941年に卒業した後、中央研究院歴史語言研究所の助理研究員となった。
1945年の日中戦争終結後は、疎開していた中央研究院歴史語言研究所の南京帰還とともに移動。1948年、研究所の副研究員に昇進。1948年に研究所は台湾へ移転し、1949年に渡江戦役で国民政府も首都・南京が陥落したことから自身も台湾に移った。1953年、研究員に昇進。
1964年より香港中文大学教授。1978年に台湾に戻り、再び中央研究院で働いた。1985年に中央研究院を退職した後は台湾の東海大学の教授をつとめ、没するまでその職にあった。

## 研究内容・業績
- 『中国古代語法』（中央研究院歴史語言研究所専刊39、1959-1962）は造句編（上）・構詞編・称代編からなる大著で、主に先秦の文献の文法を扱っている。
- 『中国語言学論文集』（聯経出版事業公司1975）に音韻・文法関係の主要な論文がまとめられている。
- 『中国音韻学論文集』（香港中文大学出版社1984）は、周法高が1970年前後に行った独自の上古音の再構に関する論文を含む。この再構音を周法高の学生の手によって董同龢『上古音韻表稿』の形式に整理したものが『周法高上古音韻表』（1973）である。しかし周法高の再構音はあまり評価が高くない[3]。
- 『金文詁林』14巻、附録2巻（共著、香港中文大学出版社1974-1975）は、『金文編』の各字の下に諸家の説を集めたものである。